# Amolops longimanus
Amolops longimanus är en groddjursart som först beskrevs av Andersson 1939.  Amolops longimanus ingår i släktet Amolops och familjen egentliga grodor. IUCN kategoriserar arten globalt som otillräckligt studerad. Inga underarter finns listade i Catalogue of Life.